# Тбилиси
Тбили́си (груз. თბილისი, МФА: [tʰ'biliˌsi]о файле — «тёплый источник», старое (до 1936) название — Тифли́с) — столица и крупнейший город Грузии, расположенный на берегу реки Куры с населением около 1,2 миллиона человек. Город был основан в V веке.
Тбилиси — важнейший промышленный, социальный и культурный центр Грузии, а также важный транзитный центр для транснациональных энергетических и торговых проектов. Стратегическое расположение на перекрёстке между Европой и Азией неоднократно делало Тбилиси «яблоком раздора» между различными силами на Кавказе.
Город составляет приравненный к краю муниципалитет Тбилиси, который занимает площадь 720 км² с населением 1 202 731 человек по оценке на 2021 год, или 1 108 717 человек (по переписи 2014 года), в том числе в собственно городе проживает 1 062 282 человека (2014 год), в 4 посёлках городского типа — 16 015 человек (2014 год), в 22 сельских населённых пунктах — 30 420 человек (2014 год). По оценке на 2021 год, численность населения города (с учётом 4 пгт) составила 1 172 010 человек.

## Этимология
Название «Тбилиси» впервые упоминается в IV веке; его появление связывают с наличием в городе тёплых серных источников (груз. თბილისი [Тбилиси]; тбили — «тёплый»); в русском языке до 1936 года использовалось название «Тифли́с», воспринятое из греческой литературы. С 20 августа 1936 года в качестве официальной была принята форма «Тбилиси», более близкая к национальному звучанию названия.

## Символика
Символами города являются его ключ, флаг и герб.

### Флаг
Флаг города Тбилиси, столицы Грузии, представляет собой прямоугольное белое знамя с синим крестом скандинавского типа, обведённым полосками янтарного цвета, которые простираются до краёв флага. Точка пересечения увенчана центральной деталью герба Тбилиси, окружённой семью золотыми звёздами из семи точек, выстроенными по центру.

### Герб
Герб Тбилиси — это традиционный круглый грузинский щит, где надпись по-грузински шрифтом мхедрули თბილისი («Тбилиси») с буквицей თ образует стилизованного сокола и фазана, что иллюстрирует легенду о происхождении Тбилиси. Вдоль верхнего края расположены семь маленьких семиконечных звёзд, выстроенных в полумесяц. Промежуточная дубовая веточка символизирует прочность и долговечность и создаёт крестовидную перегородку внизу щита, которая укрывает название Тбилиси, написанное в исторических грузинских шрифтах — асомтаврули и нусхури. Он опирается на волну, символизирующую реку Мтквари, на которой расположен город.

## Физико-географическая характеристика

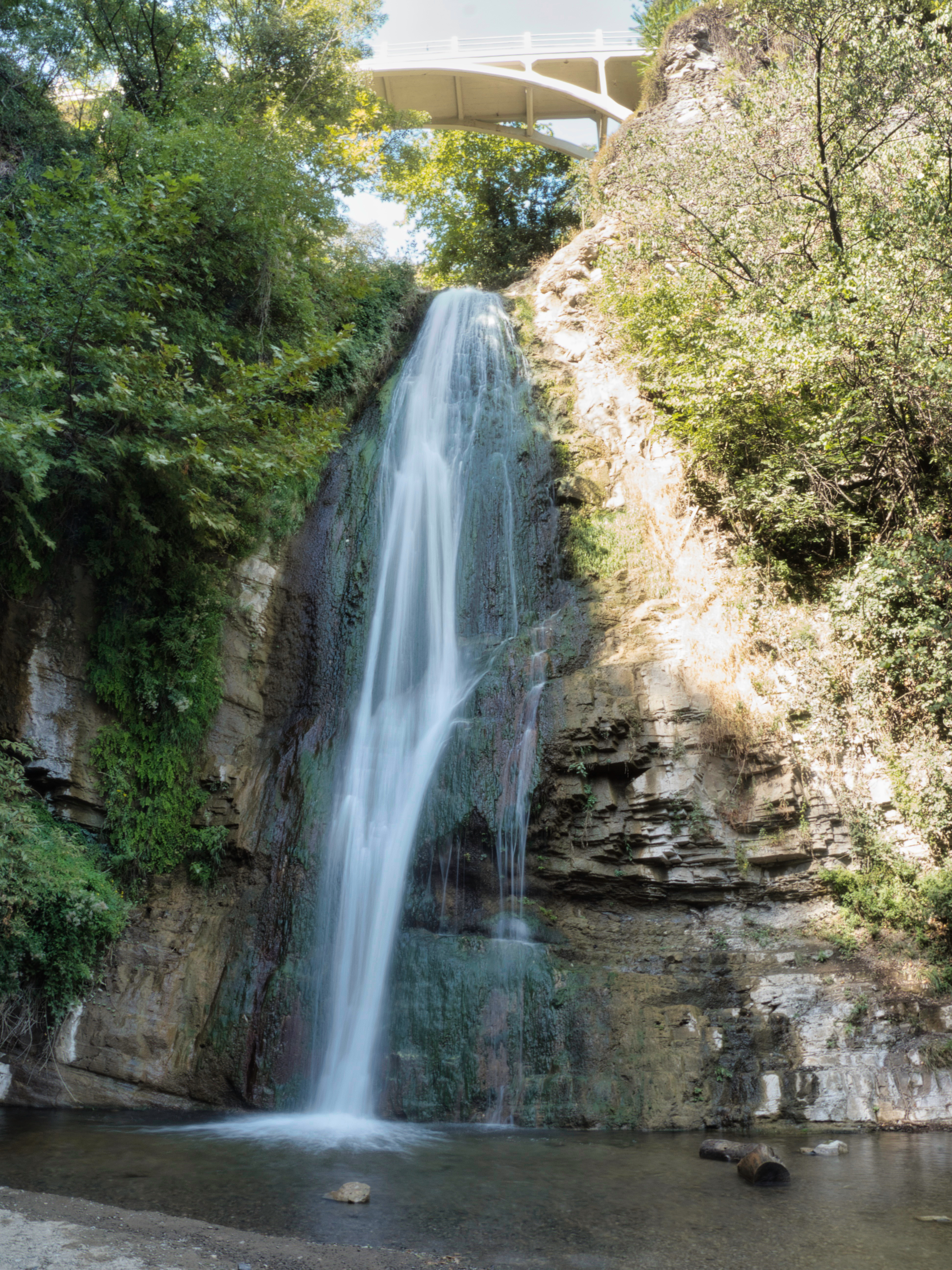
Водопад в Тбилисском ботаническом саду

### Географическое положение
Тбилиси расположен в Тбилисской котловине, протянувшись узкой полосой почти на 30 км в долине реки Куры и по прилегающим с трёх сторон склонам гор. Высота над уровнем моря — 380-770 метров. В окрестностях Тбилиси выделены участки с 6-, 7- и 8-балльной сейсмичностью. С востока, юга и частично с запада Тбилиси граничит с Гардабанским районом, с севера и остальной части запада — с Мцхетским районом.

### Климат

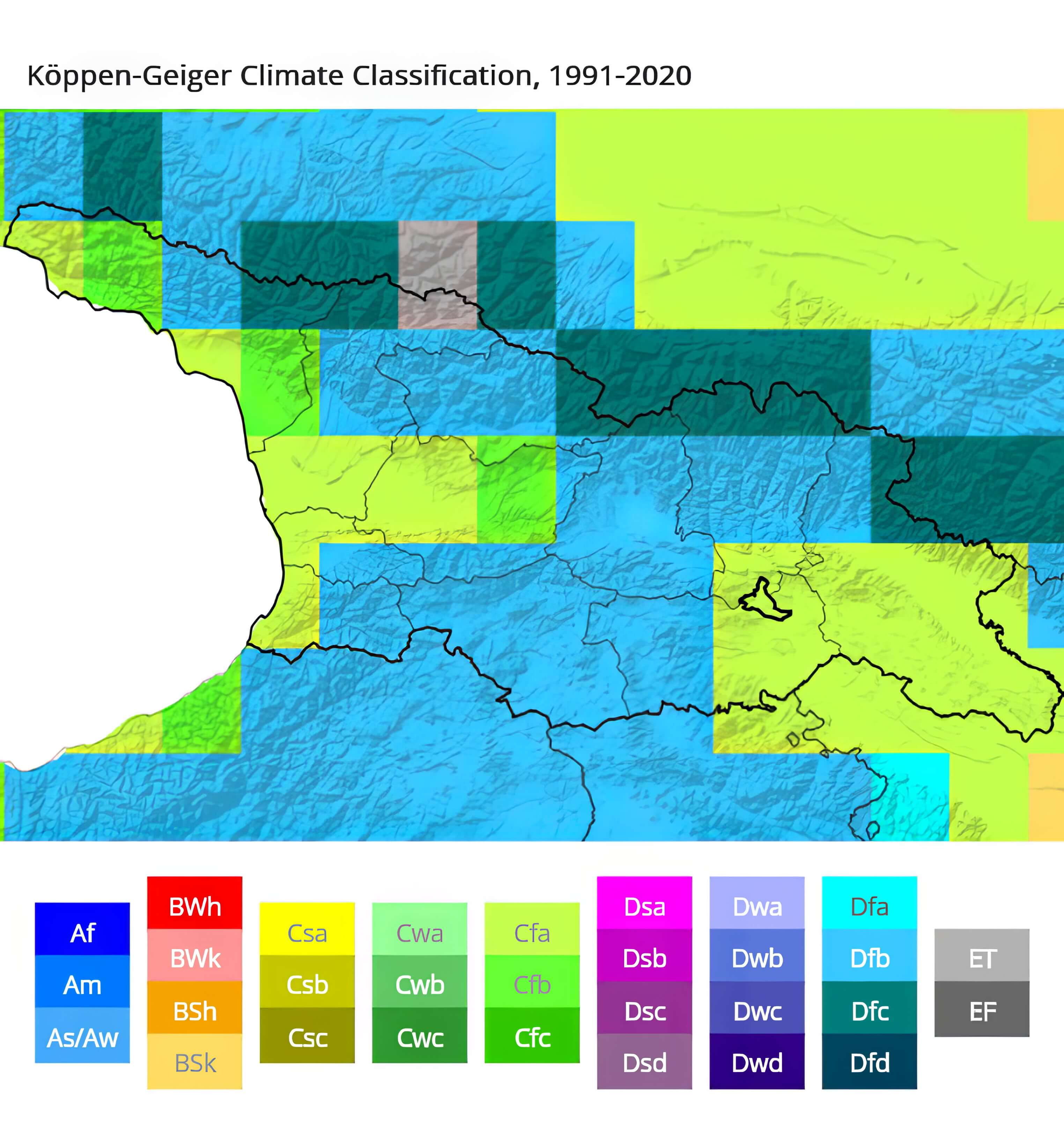
Классификация климата Тбилиси и его окрестностей по Кёппену-Гейгеру (1991—2020). Вся территория города относится к влажному субтропическому климату (Cfa).

Климат влажный субтропический, с продолжительным жарким летом, короткой тёплой весной и мягкой, но относительно сухой зимой.
- Среднегодовая температура: +13,3 °C.
- Среднегодовая скорость ветра: 1,5 м/сек.
- Среднегодовая влажность воздуха: 67 %.
- Экстремальные значения температур: минимум — −24,4 °C (21 января 1883 года); максимум — +42,0 °C (17 июля 1882 года).

| Показатель | Янв.  | Фев.  | Март  | Апр. | Май  | Июнь | Июль | Авг. | Сен. | Окт. | Нояб. | Дек.  | Год   |
| --- | ----- | ----- | ----- | ---- | ---- | ---- | ---- | ---- | ---- | ---- | ----- | ----- | ----- |
| Абсолютный максимум, °C | 19,5  | 22,4  | 28,7  | 34,4 | 35,1 | 40,2 | 42,0 | 40,6 | 37,9 | 33,3 | 27,2  | 22,8  | 42,0  |
| Средний суточный максимум, °C | 6,6   | 7,7   | 12,6  | 18,9 | 23,1 | 28,1 | 31,2 | 30,9 | 26,4 | 19,8 | 12,8  | 8,4   | 18,9  |
| Средняя температура, °C | 2,3   | 3,1   | 7,2   | 12,7 | 17,2 | 21,7 | 24,9 | 24,7 | 20,2 | 14,2 | 7,9   | 3,7   | 13,3  |
| Средний суточный минимум, °C | −0,8  | 0,0   | 3,2   | 8,4  | 12,4 | 16,5 | 19,8 | 19,5 | 15,4 | 10,4 | 4,9   | 1,3   | 9,3   |
| Абсолютный минимум, °C | −24,4 | −14,8 | −12,8 | −3,8 | 1,0  | 6,3  | 9,3  | 8,9  | 0,8  | −6,4 | −7,1  | −20,5 | −24,4 |
| Норма осадков, мм | 18,9  | 25,8  | 30,3  | 50,5 | 77,6 | 76   | 44,9 | 47,5 | 35,6 | 37,5 | 29,9  | 21    | 495,5 |
| Источник: Погода и климат (температура), [[Всемирная метеорологическая организация\|ВМО]], Гонконгская обсерватория (норма осадков) |       |       |       |      |      |      |      |      |      |      |       |       |       |

### Фауна
Фауна окрестностей города весьма разнообразна; встречаются такие животные, как лисицы, шакалы, волки, медведи. Много пресмыкающихся и птиц. В регионе с целью охраны природных комплексов и сохранения биоразнообразия создан Тбилисский национальный парк.

## История

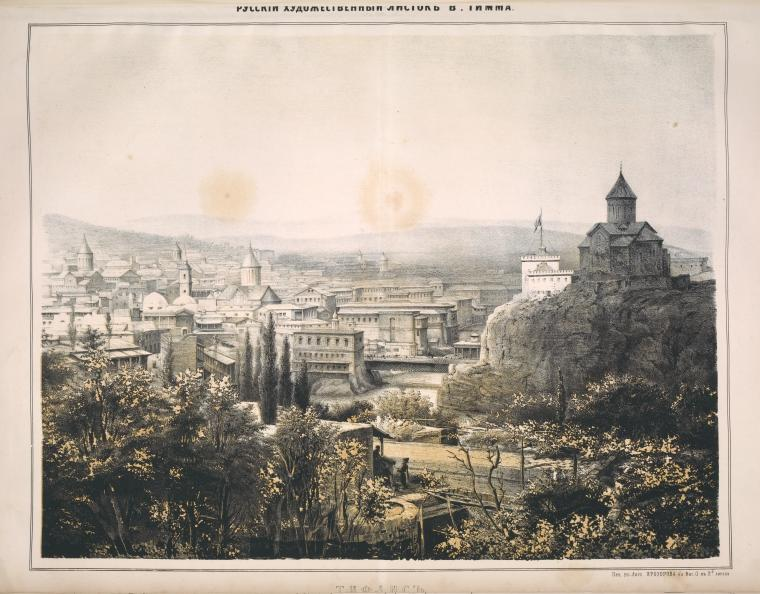
Тифлис, 1852 год. Русский художественный листок В. Тимма

### Краткая история
Считается, что Тбилиси был основан в V веке нашей эры Вахтангом Горгасали, царём Иберии, и стал столицей в VI веке, но название «Тбтлада» имеется на более ранних римских картах, а в историческом центре Тбилиси раскопаны термальные бани I—II веков с выложенными мозаикой бассейнами, раздевалками и развитой системой керамических труб. В других районах города раскопаны поселения VI—III веков до н. э.
Многоликую историю города можно изучать по его архитектуре: начиная с просторных проспектов Руставели и Агмашенебели и заканчивая узкими улицами сохранившегося с раннего Средневековья районов Сололаки и Нарикала.

### Легенда
Согласно легенде, изначально территория Тбилиси была покрыта лесом. По наиболее распространённой версии легенды, во время охоты царя Вахтанга Горгасали в V веке подстреленный фазан сварился в источнике. Из-за медицинских свойств термальных источников и стратегического расположения Вахтанг в V веке велел основать город, названый как «тёплый источник». На сегодняшний день на месте основания расположен квартал Абанотубани (груз. აბანოთუბანი — «квартал бань»).

## Административное деление

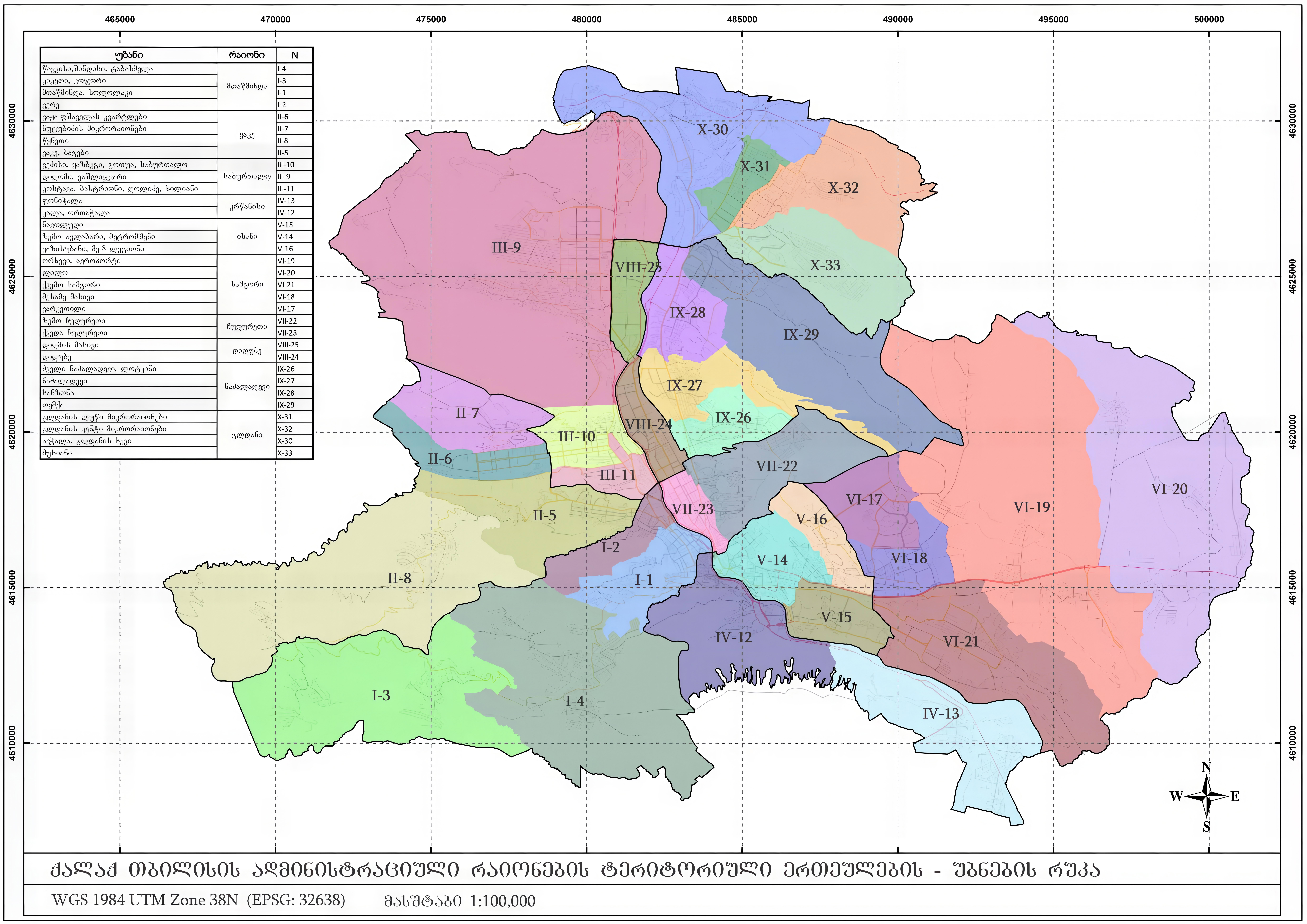
Карта 33 административных микрорайонов (убанов) Тбилиси, утверждённая в 2014 году.

Современный Тбилиси разделён на 10 районов (груз. რაიონი). В свою очередь, для оптимизации управления и доступности муниципальных услуг, районы поделены на 33 административных микрорайона, или убана (груз. უბანი).
В таблице ниже представлена структура административного деления города. Показано, из каких исторических частей, жилых массивов, посёлков и сёл состоят официальные административные микрорайоны (убаны). Курсивом выделены посёлки городского типа и сёла.
| Административный район | Официальные микрорайоны (убаны) и их номера   | Входящие в состав посёлки, сёла, жилые массивы и исторические части                                |
| ---------------------- | --------------------------------------------- | -------------------------------------------------------------------------------------------------- |
| Мтацминдский район     | Мтацминда, Сололаки (I-1)                     | Мтацминда, Сололаки, Гаретубани                                                                    |
| Мтацминдский район     | Вере (I-2)                                    | Вера                                                                                               |
| Мтацминдский район     | Кикети, Коджори (I-3)                         | Коджори, Кикети                                                                                    |
| Мтацминдский район     | Цавкиси, Шиндси, Табахмела (I-4)              | Цавкиси, Шиндиси, Табахмела, Окрокана                                                              |
| Вакийский район        | Ваке, Багеби (II-5)                           | Ваке, Багеби                                                                                       |
| Вакийский район        | Кварталы Важа-Пшавела (II-6)                  | Кварталы Важа-Пшавела                                                                              |
| Вакийский район        | Микрорайоны Нуцубидзе (II-7)                  | Плато Нуцубидзе                                                                                    |
| Вакийский район        | Цкнети (II-8)                                 | Цхнети, Бетания, Агараки, Ахалдаба, Тхинвала, Квесети                                              |
| Сабурталинский район   | Дигоми, Вашлиджвари (III-9)                   | Диди-Дигоми, Вашлиджвари, Патара Дигоми, Лиси, село Дигоми, Дидгори, Зургована, Теловани, Кошигора |
| Сабурталинский район   | Ведзиси, Казбеги, Готуа, Сабуртало (III-10)   | Сабуртало (восточная половина), Ведзиси, Дзвели Ведзиси                                            |
| Сабурталинский район   | Костава, Бахтриони, Долидзе, Хилиани (III-11) | Сабуртало (западная половина), Делиси                                                              |
| Крцанисский район      | Кала, Ортачала (IV-12)                        | Кала, Абанотубани, Ортачала, Крцаниси, Харпухи                                                     |
| Крцанисский район      | Поничала (IV-13)                              | Поничала                                                                                           |
| Исанский район         | Земо-Авлабари, Метромшени (V-14)              | Авлабари (верхняя часть), Метромшени, Элиа                                                         |
| Исанский район         | Навтлуги (V-15)                               | Навтлуги, Исани                                                                                    |
| Исанский район         | Вазисубани, 8-й легион (V-16)                 | Вазисубани, Восьмой легион                                                                         |
| Самгорский район       | Варкетили (VI-17)                             | Варкетили                                                                                          |
| Самгорский район       | Третий массив (VI-18)                         | Третий массив                                                                                      |
| Самгорский район       | Орхеви, Аэропорт (VI-19)                      | Орхеви, Посёлок Аэропорт, Тетрихеви, Тетрихевгэс                                                   |
| Самгорский район       | Лило (VI-20)                                  | Лило, Диди-Лило, Патара Лило, Насагури                                                             |
| Самгорский район       | Квемо-Самгори (VI-21)                         | Самгори, Алексеевка, Африка, Дампало, ЗЭМК, Варкетильское хозяйство, Цинубани                      |
| Чугуретский район      | Земо-Чугурети (VII-22)                        | Чугурети (верхняя часть), Арсенали, Сванетисубани                                                  |
| Чугуретский район      | Квемо-Чугурети (VII-23)                       | Чугурети (нижняя часть, вкл. Плеханови), Кукия, Ивертубани                                         |
| Дидубийский район      | Дидубе (VIII-24)                              | Дидубе                                                                                             |
| Дидубийский район      | Дигомский массив (VIII-25)                    | Дигоми                                                                                             |
| Надзаладевский район   | Старый Надзаладеви, Лоткини (IX-26)           | Надзаладеви (старая часть), Лоткини                                                                |
| Надзаладевский район   | Надзаладеви (IX-27)                           | Надзаладеви (новая часть)                                                                          |
| Надзаладевский район   | Санзона (IX-28)                               | Санзона                                                                                            |
| Надзаладевский район   | Темка (IX-29)                                 | Згвисубани (жилой массив «Темка»), Авшниани, Грмагеле                                              |
| Глданский район        | Авчала, Глданский овраг (X-30)                | Авчала, Посёлок Коньяки, Загэс, село Глдани                                                        |
| Глданский район        | Чётные микрорайоны Глдани (X-31)              | Массив Глдани (чётные микрорайоны)                                                                 |
| Глданский район        | Нечётные микрорайоны Глдани (X-32)            | Массив Глдани (нечётные микрорайоны), Глданула                                                     |
| Глданский район        | Мухиани (X-33)                                | Мухиани                                                                                            |

Были самостоятельными административными единицами ранее:
- Дидгори[груз.] (დიდგორი) — с 2007 по 2013 год
- Старый Тбилиси[груз.] (ძველი თბილისი) — с 2007 по 2013 год

В состав муниципалитета Тбилиси с 2008 года входят: 4 посёлка городского типа общей численностью 16 015 человек (перепись 2014) — Диди-Лило (2417 жителей, перепись 2014), Загэси (5200 жителей, перепись 2014), Коджори (1232 жителя, перепись 2014), Цхнети (7166 жителей, перепись 2014) — и 22 сельских населённых пункта общей численностью 30 420 человек (перепись 2014). Текущая статистика учитывает пгт и снп в составе города Тбилиси, тогда как переписи населения выделяют их отдельно.

## Население

### Численность
Динамика численности населения города Тбилиси
| 1825   | 1833   | 1840   | 1856   | 1867   | 1870   | 1885   | 1897    | 1923    | 1926    | 1937    | 1939    | 1959    | 1970    | 1979      |
| ------ | ------ | ------ | ------ | ------ | ------ | ------ | ------- | ------- | ------- | ------- | ------- | ------- | ------- | --------- |
| 29 859 | 19 170 | 23 045 | 38 375 | 60 937 | 70 591 | 89 551 | 159 590 | 233 958 | 294 044 | 451 679 | 519 220 | 694 664 | 889 020 | 1 066 022 |

| 1989      | 2002      | XI.2014   | I.2016    | I.2017    | I.2018    | I.2019    | I.2020    | I.2021    |
| --------- | --------- | --------- | --------- | --------- | --------- | --------- | --------- | --------- |
| 1 259 692 | 1 073 345 | 1 062 282 | 1 082 400 | 1 083 800 | 1 128 375 | 1 140 700 | 1 154 314 | 1 172 010 |

Численность населения Тбилиси как населённого пункта, по переписи 2014 года, составляет 1 062 282 человека; по переписи 2002 года — 1 073 345 человек.
Численность населения Тбилиси как административно-территориальной единицы Грузии (муниципалитета), по состоянию на 1 января 2021 года (с учётом итогов переписи 2014), составила 1 202 731 житель, по переписи 2014 года — 1 108 717 человек, тогда как по оценке на 1 января 2014 года — 1 175 200 жителей, по переписи 2002 года — 1 081 679 человек.
Динамика численности населения региона (горсовета/муниципалитета) Тбилиси:
| 1959    | 1970    | 1979      |
| ------- | ------- | --------- |
| 703 016 | 891 928 | 1 069 358 |

| 1989      | 2002      | 2005      | 2006      | 2008      | 2010      | 2011      | 2012      | I.2014    | XI.2014   | 2016      | 2017      | 2018      | 2019      | 2020      | 2021      |
| --------- | --------- | --------- | --------- | --------- | --------- | --------- | --------- | --------- | --------- | --------- | --------- | --------- | --------- | --------- | --------- |
| 1 263 489 | 1 081 679 | 1 079 700 | 1 103 300 | 1 136 600 | 1 152 500 | 1 162 400 | 1 172 700 | 1 175 200 | 1 108 717 | 1 131 962 | 1 145 474 | 1 158 677 | 1 171 079 | 1 184 818 | 1 202 731 |

### Национальный состав

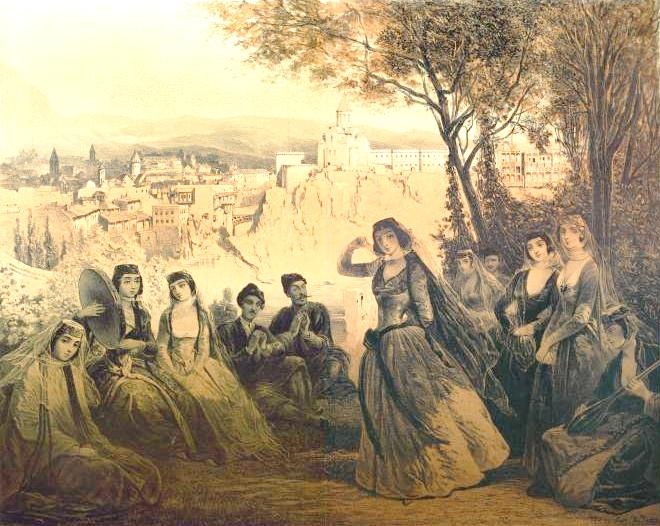
Сад в окрестностях Тифлиса, 1861 год, Русский художественный листок В. Тимма

Историческая динамика роста и этноконфессиональности населения была разнообразной. С V по VII век население Тбилиси быстро росло за счёт переноса столицы из Мцхеты. В период арабского владычества в Тбилиси (VII—XI веках — Тбилисский эмират) основная часть населения была мусульманского вероисповедания и представляла собой смесь грузинского, армянского и пришлого арабского и неарабского населения.
Знаменитый путешественник XIII века Марко Поло, посетивший город, оставил о нём следующее упоминание:

…В этой земле есть прекрасный город по имени Тифлис, окруженный предместьями и множеством твердынь. Жители, грузины и армяне — христиане, также несколько магометан и евреев, но последних немного. Там выделываются шелковые и многие другие ткани. Жители подвластны великому хану татар.

С IX по XVIII век город интенсивно развивался, однако в сентябре 1795 году Ага-Мухаммед Хан выступил на Грузию, выставив предлогом её союз с Россией, разбил армию царя Ираклия II в Крцанисской битве, затем без боя, благодаря предательству, вступил в грузинскую столицу и подверг её полному разгрому: большинство грузинского населения было перебито, около 22 тысяч человек, главным образом женщин и детей, было угнано в рабство, лучшие здания города разрушены. Армяне и мусульмане пострадали незначительно, так как Ага-Мухаммед Хан считал их своими подданными.
В результате, в 1803 году армяне составляли уже 92,6 % из почти 35-тысячного населения Тифлиса. Армяне составляли самую многочисленную этническую группу в городе, а армянская община была самой представительной в Российской империи в целом. С начала XIX века до начала XX века армяне не только составляли большинство населения в городе, но уже и руководили им — начиная с начала XIX века до Октябрьской революции из 47 мэров Тбилиси 45 были армянами, а в городской думе, начиная с 1870-х годов, главенствовали богатые армянские торговцы и промышленники.
Советник русского посольства Александр Негри в своих дневниках 1817 года так описывает город Тифлис:

Тифлис — резиденция главноначальствующего грузинских областей и всех прилегающих к ним стран. Город этот расположен у подошвы горы; река Кура пересекает его во всю длину. В нём здоровый климат и прекрасная вода. Число его жителей свыше 20000. Из двух тысяч находящихся в нём домов едва лишь 150 или 200 грузинских; все остальные принадлежат армянам. Базар этого города состоит из свыше тысячи деревянных лавок; это складочное место товаров персидских, турецких и русских и местных произведений. Наиболее крупные торговые операции совершают армяне; только среди них и встречаются наиболее зажиточные.

Александр Пушкин, посетивший Тифлис в 1829 году, оставил о городе сообщение в своём произведении «Путешествие в Арзрум»:

В Тифлисе главную часть народонаселения составляют армяне: в 1825 году было их здесь до двух тысяч пятисот семейств. Во время нынешних войн число их ещё умножилось. Грузинских семейств считается до тысячи пятисот.

По данным статистических исследований, доля армянского населения, начиная с 1848 до 1922 года, уменьшалась, однако армяне оставались самой крупной этнической единицей в городе, в разные время составлявшей от 26,3 % до 36,6 % населения города, грузины — 24,8—33,8 %, а по данным 1864—1865 годов — крупнейшей национальной группой города являлись армяне, составлявшие 47,2 % населения города (без гарнизона, в зимнее время); на долю грузин приходилось 24,7 % жителей Тифлиса, и на третьем месте находились русские (20,7 %), доля прочих народов составляла 7,4 %.
В 1865 году примерно 31 000 из 71 000 его жителей были армянами, в то время как только 15 000 были грузинами и 12 000 русскими. Во второй половине XIX века все больше грузин из сельской местности мигрировало в город. К 1897 году число грузин в Тифлисе выросло на 158 процентов, русских — на 190 процентов, армян — всего на 88 процентов. Несмотря на то, что армяне перестали составлять большинство в столице Тифлисской губернии, они продолжали удерживать в своих руках политическую и экономическую власть в городе.
К 1895 году в Тбилиси насчитывалось до 146 тысяч жителей, из которых 55,5 тысяч ― армяне, 38 тысяч ― грузины, 36 тысяч ― русские, 5 тысяч ― поляки, 1,5 тысячи ― немцы и прочие. По результатам переписи населения 1897 года национальный состав города был следующим: славяне (в основном русские, а также украинцы, белорусы) — 47 599 чел., армяне — 47 133 чел., грузины — 41 151 чел. (не включая имеретинцев 884 чел. и мингрел 165 чел.), татары (азербайджанцы) — 5 557 чел., осетины — 865 чел., представители лезгинских народностей — 113 чел. и др. Грамотных 49,7 %. Соотношение трёх крупнейших этнических групп (по данным о родном языке) выровнялось: армяне сохранили преобладание, но оно стало весьма незначительным (армян-прихожан Армянской апостольской церкви — 29,5 %, армяно-католиков — 2,3 %; всего армян — 31,8 %), на втором месте были русские (28,1 %), на третьем — грузины (26,4 %), прочие национальные группы составляли 13,7 % (с гарнизоном).
Влиятельными семьями были: Арзумановы, Аветисяны и Манташевы — в нефтяной промышленности; Адельханов — в торговле изделиями из кожи; Туманянц, Кеворков, Аветисов и Питоев — в торговле, а также Егиазаров, Тер-Асатуров, Бозарджянц и Энфиаджянц и многие другие.
Согласно изданной в 1913 году энциклопедии «Храмы армии и флота» в городе проживало 125 тыс. армян, русских — 65 тыс., грузин — 54 тыс., и свыше 60 тыс. других народностей. Кроме это издание отмечает наличие большого количества армянских церквей.
В XX столетии за счёт миграционного притока непрерывно увеличивался удельный вес грузинского населения: в 1926 году оно уже занимало первое место и составляло 38,1 % населения Тбилиси, в 1939 году — 44,0 %, в 1959 году — 48,4 %. С 1960-х годов грузины составляли уже абсолютное большинство населения столицы: в 1970 году — 57,5 %, в 1979 году — 62,1 %, в 1989 году — 66,1 %, в 2002 году — 84,2 %. В свою очередь, доля армянского населения непрерывно снижалась: в 1926 году оно составляло ещё 34,1 %, в 1939 году — 26,4 %, в 1959 — 21,5 %, в 1970 — 16,9 %, в 1979 — 14,5 % и к 2002 году окончательно превратилось в незначительное этническое меньшинство (7,6 %). Доля русских в 1926 году составляла 15,6 % населения Тбилиси, к 1939 году она возросла до 18,0 %, к 1959 году — до 18,1 %, главным образом за счёт переселения в город интеллигенции и высококвалифицированных рабочих из РСФСР в годы индустриализации. В дальнейшем за счёт притока в столицу грузинского населения и его более высокого естественного прироста доля русских стала уменьшаться: в 1970 году она составляла 14,0 %, в 1979 году — 12,3 %, в 1989 году — 10,0 %. В постсоветский период большинство русского населения покинуло город, и к 2002 году русские составляли лишь 3,0 % жителей Тбилиси.
По данным переписи населения 2002 года, в Тбилиси из 1 081 679 жителей грузины составили 84,2 % (910 712 человек), армяне — 7,6 % (82 586 человек), русские — 3,0 % (32 580 человек), азербайджанцы — 1,01 % (10 942 человека), осетины — 1,0 % (10 268 человек), греки — 0,4 % (3792 человека) и другие — 2,9 % (27 471 чел.).
|                  | 1897    | %       | 1926   | %        | 1939   | %        | 1959   | %        | 1970   | %        | 1989    | %        | 2002    | %        | 2014    | %        |
| ---------------- | ------- | ------- | ------ | -------- | ------ | -------- | ------ | -------- | ------ | -------- | ------- | -------- | ------- | -------- | ------- | -------- |
| Всего            | 159 590 | 100,00  | 294044 | 100,00 % | 519220 | 100,00 % | 694664 | 100,00 % | 891928 | 100,00 % | 1246936 | 100,00 % | 1081679 | 100,00 % | 1108717 | 100,00 % |
| Грузины          | 42 200  | 26,44 % | 112206 | 38,16 %  | 228394 | 43,99 %  | 336247 | 48,40 %  | 514248 | 57,66 %  | 824412  | 66,12 %  | 910712  | 84,19 %  | 996804  | 89,91 %  |
| Армяне           | 47 133  | 29,53 % | 100148 | 34,06 %  | 137331 | 26,45 %  | 149258 | 21,49 %  | 150208 | 16,84 %  | 150138  | 12,04 %  | 82586   | 7,63 %   | 53409   | 4,82 %   |
| Азербайджанцы    | 5 557   | 3,48 %  | 5836   | 1,98 %   | 5874   | 1,13 %   | 9560   | 1,38 %   | 10815  | 1,21 %   | 17986   | 1,44 %   | 10942   | 1,01 %   | 15187   | 1,37 %   |
| Русские          | 44 823  | 28,09 % | 45937  | 15,62 %  | 93337  | 17,98 %  | 125674 | 18,09 %  | 124342 | 13,94 %  | 124867  | 10,01 %  | 32580   | 3,01 %   | 13350   | 1,20 %   |
| Езиды (курды)    | 220     | 0,14 %  | 2044   | 0,70 %   | 4511   | 0,87 %   | 12935  | 1,86 %   | 18409  | 2,06 %   | 30304   | 2,43 %   | 17116   | 1,58 %   | 11194   | 1,01 %   |
| Курды            | 220     | 0,14 %  | 458    | 0,16 %   | 4511   | 0,87 %   | 12935  | 1,86 %   | 18409  | 2,06 %   | 30304   | 2,43 %   |         |          |         |          |
| Осетины          | 865     | 0,54 %  | 2890   | 0,98 %   | 9328   | 1,80 %   | 15565  | 2,24 %   | 21797  | 2,44 %   | 33157   | 2,66 %   | 10268   | 0,95 %   | 4313    | 0,39 %   |
| Украинцы         | 2 681   | 1,68 %  | 1845   | 0,63 %   | 7415   | 1,43 %   | 10927  | 1,57 %   | 10600  | 1,19 %   | 16074   | 1,29 %   | 3328    | 0,31 %   | 3239    | 0,29 %   |
| Греки            | 1 238   | 0,78 %  | 1402   | 0,48 %   | 3207   | 0,62 %   | 7054   | 1,02 %   | 10698  | 1,20 %   | 21722   | 1,74 %   | 3792    | 0,35 %   | 1861    | 0,17 %   |
| Евреи            | 2 935   | 1,84 %  | 5706   | 1,94 %   | 13915  | 2,68 %   | 8736   | 1,26 %   | 19565  | 2,19 %   |         |          |         |          | 1061    | 0,10 %   |
| Евреи грузинские |         |         | 3160   | 1,01 %   | 13915  | 2,68 %   |        |          | 19565  | 2,19 %   |         |          |         |          | 1061    | 0,10 %   |
| Ассирийцы        |         |         | 1861   | 0,63 %   | 2986   | 0,58 %   | 2559   | 0,37 %   | 2786   | 0,31 %   |         |          |         |          | 972     | 0,09 %   |
| Другие           | 3 938   | 2,47 %  | 10551  | 3,59 %   | 12922  | 2,49 %   | 16149  | 2,32 %   | 8460   | 0,95 %   | 28276   | 2,27 %   | 10355   | 0,96 %   | 7327    | 0,66 %   |

Официальный язык — грузинский.

### Религия
Этно-конфессиональный состав населения города неоднороден, хотя подавляющее большинство жителей исповедуют православие (приверженцы Грузинской православной церкви). Синагоги, церкви и мечети расположены близ друг друга в районе Абанотубани и окрестностях Мейдана, в нескольких сотнях метров от грузинского храма в древнем Метехи.
По данным переписи населения 2002 года, около 91,4 % верующих столицы принадлежат к Грузинской православной церкви, остальные — Армянской апостольской церкви (4,8 %), мусульмане (1,1 %), а также незначительное число католиков (0,3 %), иудеев (0,2 %) и езидов.

## Органы власти

### Городские власти
Здесь заседает Народное собрание Тбилиси (Сакребуло) и Правительство Тбилиси, ответственным перед которым является мэр города.

### Власти Грузии
В Тбилиси находятся все исполнительные и судебные (кроме Конституционного суда) органы власти страны.
В историческом районе Авлабари, на улице М. Абдушелишвили, находится президентский дворец — бывшая официальная резиденция и место работы президента Грузии. Построен в 2004—2009 годах по инициативе Михаила Саакашвили.

## Экономика
Уровень безработицы по официальным данным составлял 16,5 % населения Тбилиси в 2010 году.
По данным исследования компании «Mercer», проводившегося в 2015 году среди 207 городов мира и определившего наиболее дорогие и наиболее дешёвые мегаполисы для жизни, Тбилиси вошёл в первую десятку самых дешёвых городов мира.

## Транспорт
В Тбилиси с 1966 года действует метрополитен.
Основным видом общественного транспорта наряду с метрополитеном является автобусная сеть, включающая маршруты автобусов и маршруток. Автобусы оборудованы кондиционерами. Расписание движения автобусов размещено на остановках, на которых также имеются электронные табло с указанием времени ожидания ближайшего автобуса.
До 2006 года в городе действовали троллейбусная и трамвайная сети.
В городском транспорте действует единая система оплаты проезда. Проезд на автобусах, маршрутках и в метро оплачивается пластиковой картой «Metromoney» или банковской картой платёжной системы Visa или Mastercard. Одна поездка на любом виде транспорта стоит 1 лари, в течение 90 минут после входа можно пересаживаться на другой вид транспорта. При оплате банковской картой зарубежного банка цена поездки составляет 1,5 лари. Доступны абонементные проездные на определённый срок, а также льготные тарифы проезда для определённых категорий граждан.
В городе действуют 5 канатных дорог: от парка Рике к крепости Нарикала, от парка Ваке до Черепашьего озера, линия Багеби — Университет (единственная из перечисленных, которая входит в систему городского транспорта), от гостиницы «Параграф» к Сололакскому хребту, а также канатная дорога к горе Мтацминда. 1 июня 1990 года на ней произошла самая тяжёлая в СССР и СНГ катастрофа этого вида транспорта с 20 погибшими и 15 ранеными.
Тбилисский фуникулёр был открыт после реконструкции в марте 2013 года.
Тбилиси является крупнейшим транспортным центром страны, важнейшим железнодорожным узлом Грузинской железной дороги с вокзалом.
В городе действует главный аэропорт Грузии — Международный аэропорт Тбилиси имени Шота Руставели.

## Образование
Тбилиси является главным научным и образовательным центром Грузии, в котором сконцентрировано большинство университетов и академических организаций страны. Крупнейшим гуманитарным университетом является Тбилисский государственный университет, основанный 8 февраля 1918 года. Крупнейшим техническим университетом — Грузинский технический университет, основанный 16 января 1922 года. Главным научным обществом Грузии, расположенным в Тбилиси является Национальная академия наук Грузии, основанная 10 февраля 1941. Крупнейшим частным университетом является Университет Грузии, основанный в 2004 году.
В 2007 году, в соответствии с правительственным распоряжением, учреждения Академии были переданы университетам.
Кроме вышеуказанных учреждений, в Тбилиси расположены и другие государственные учебные заведения:
- Государственный университет Ильи
- Тбилисская государственная консерватория имени Вано Сараджишвили
- Университет театра и кино им. Шота Руставели
- Тбилисская государственная академия художеств
- Тбилисская медицинская академия
- Аграрный университет Грузии
- Тбилисское государственное хореографическое училище имени Вахтанга Чабукиани

## Культура

### Культурное значение

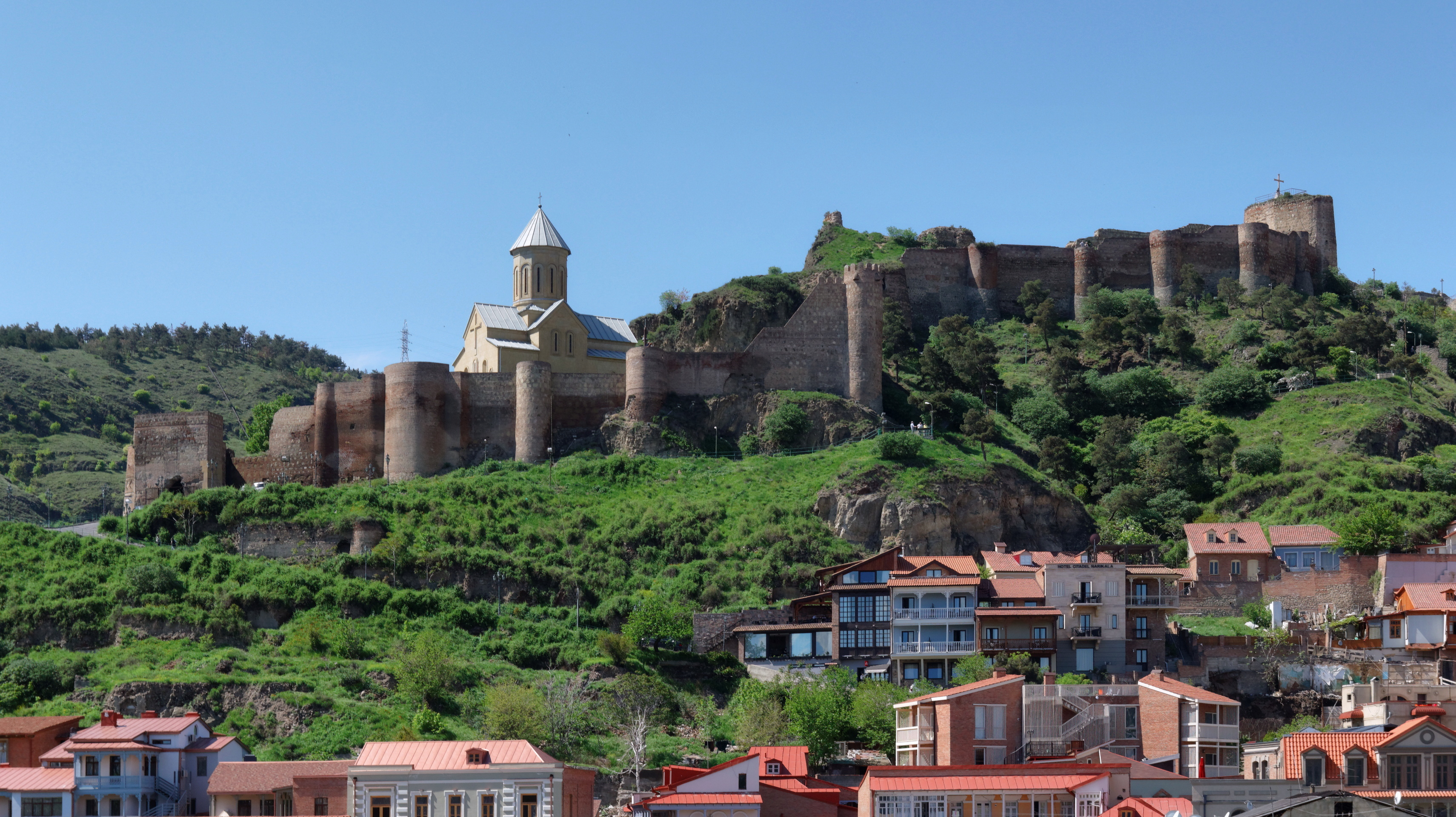
Крепость Нарикала.

Тбилиси — древний культурный центр Грузии. В юго-восточной части города находится его историческое ядро — Старый город с узкими улицами, сохранившими черты средневековой застройки. Здесь можно увидеть развалины цитадели Нарикала, позже достроенной турками в XVI—XVII веках, каменную церковь Анчисхати, церковь Метехи, кафедральные соборы Сиони и Самеба. Современные кварталы Тбилиси имеют более европейский вид, красивые многоэтажные дома выходят фасадами на широкие бульвары и проспекты с тенистыми деревьями.
Тбилиси является участником Международной ассоциации мэров франкофонных городов.

### В произведениях искусства
Жизнь города отображена в живописи Нико Пиросмани и Ладо Гудиашвили.

### В астрономии
В честь Тбилиси назван астероид (753) Тифлис, открытый 30 апреля 1913 года уроженцем Тбилиси, русским (советским) астрономом Григорием Николаевичем Неуйминым.

### Театры

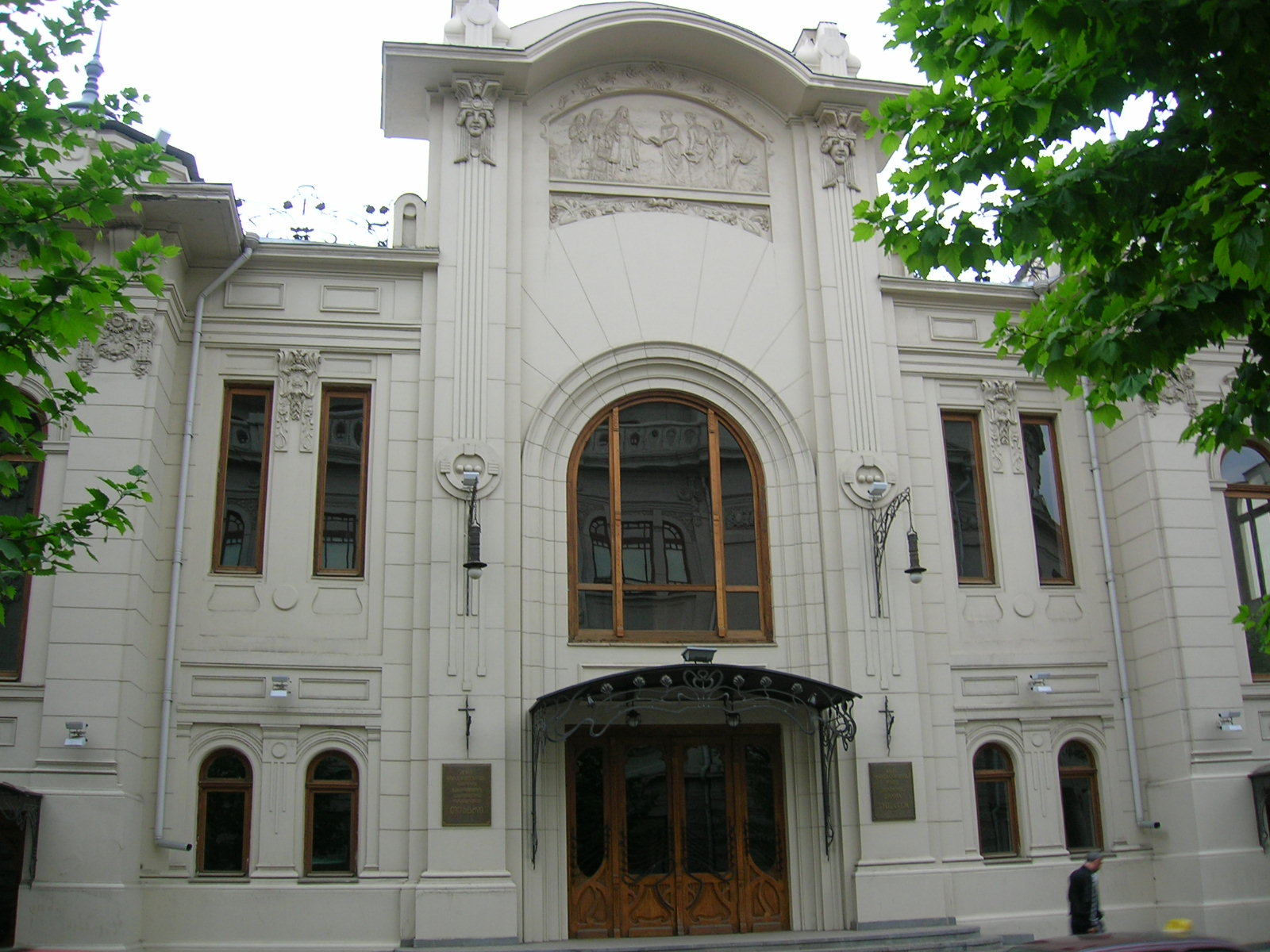
Тбилисский академический театр имени К. Марджанишвили

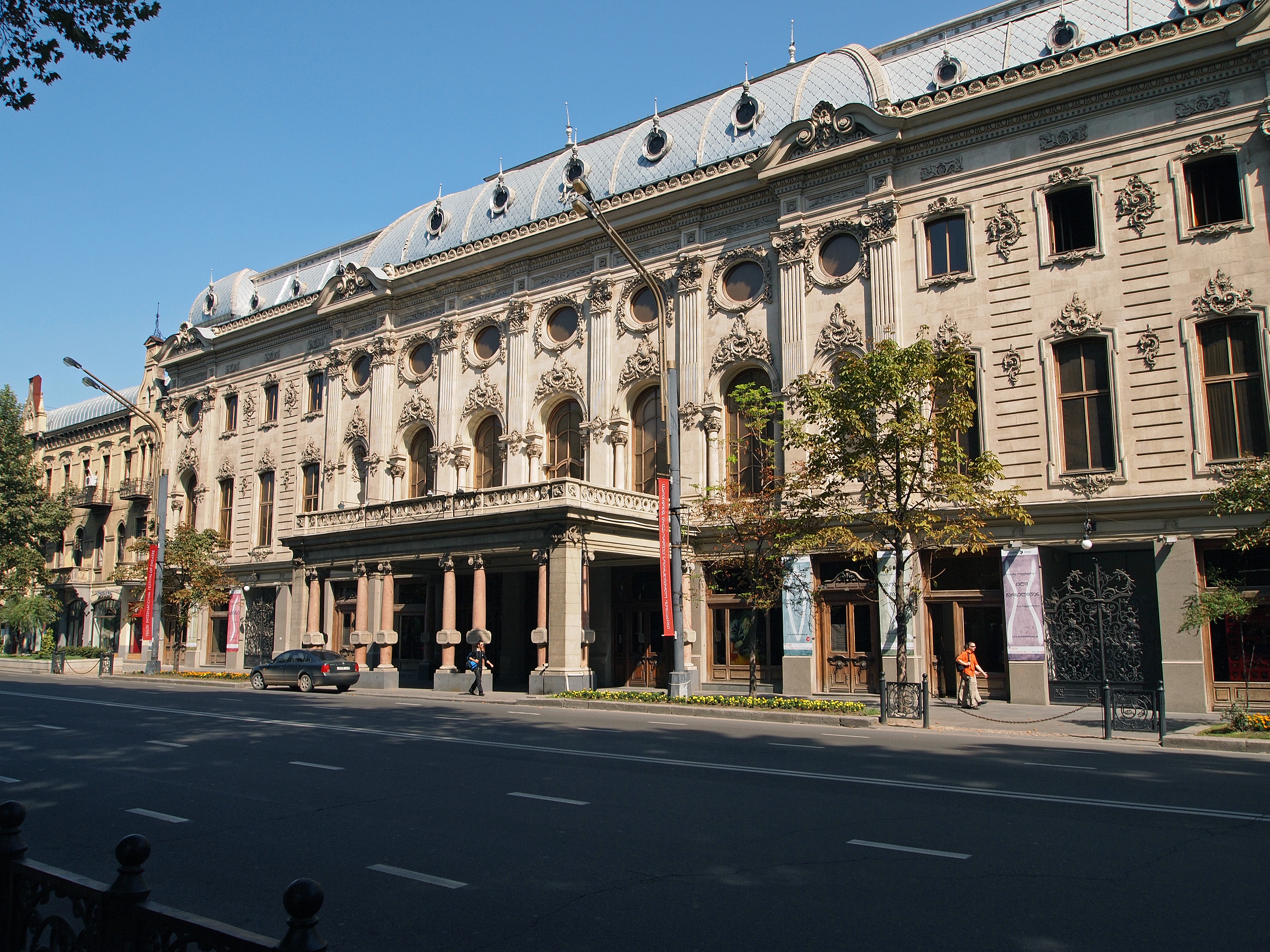
Грузинский государственный академический театр имени Ш. Руставели

Тбилиси славится своими богатыми театральными традициями. Каждый год 14 января отмечается день грузинского театра. Именно в этот день в 1850 году в Тбилиси впервые была показана пьеса основателя грузинского театра Георгия Эристави. Тогда это был первый и единственный профессиональный грузинский театр. На сегодняшний день в столице Грузии насчитывается более десятка театров различных направлений.
- Тбилисский академический театр имени К. Марджанишвили — один из ведущих драматических театров в Грузии, расположен в Тбилиси[60].
- Грузинский государственный академический театр имени Ш. Руставели — один из ведущих драматических театров в Грузии, расположен в Тбилиси[60] на проспекте Руставели.
- Тбилисский государственный армянский драматический театр имени П. Адамяна — основан в 1856 году.
- Тбилисский государственный театр имени С. Ахметели.
- Тбилисский театр музкомедии имени В. Абашидзе — театр был основан в Тбилиси в 1934 году Михаилом Чиаурели и Д. Дзнеладзе на базе грузинского передвижного музыкально-драматического театра «Кооптеатр», существовавшего с 1926 года.
- Тбилисский государственный азербайджанский драматический театр — театр был основан в Тбилиси ещё в царское время в 1909 году. В советский период в 1922 году получил статус Государственного театра.
- Тбилисский театр Царского квартала.
- Тбилисский театральный подвал.
- Грузинский театр оперы и балета им. Палиашвили — театр оперы и балета в городе Тбилиси, крупнейший музыкальный театр Грузии. Театр основан в 1851 году[61]. Расположен на проспекте Руставели.
- Тбилисский кукольный театр Резо Габриадзе.
- Тбилисский театр юного зрителя — один из первых детских театров на Кавказе. Основан Николаем Маршаком в 1927 году.
- Тбилисский русский драматический театр имени А. С. Грибоедова — драматический театр в Грузии, расположен в Тбилиси[62] на проспекте Руставели. Театр был образован в 1932 году.
- Театр Верико, созданный Коте Махарадзе и Софико Чиаурели.

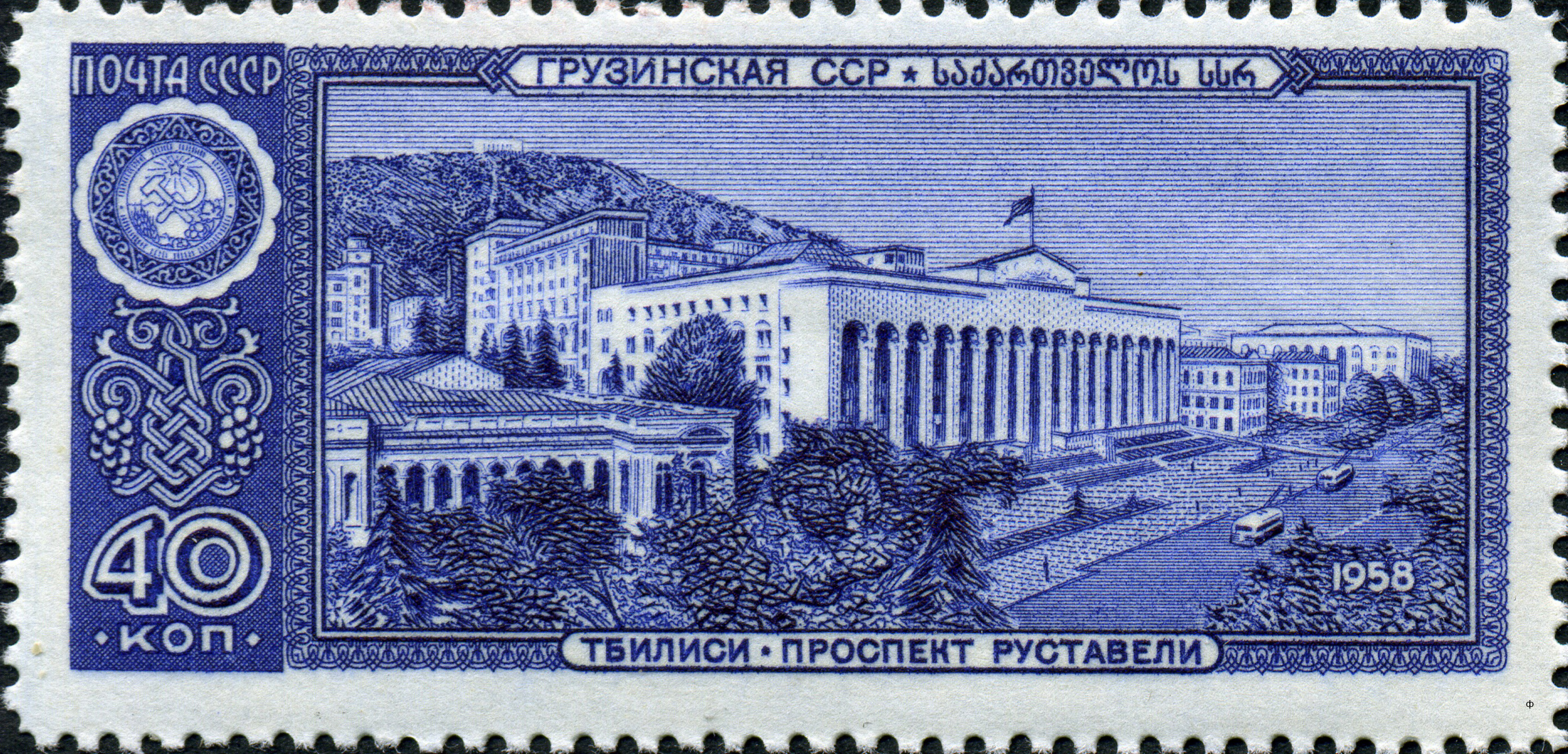
Почтовая марка 1958 год. Грузинская ССР. Тбилиси. Проспект Руставели

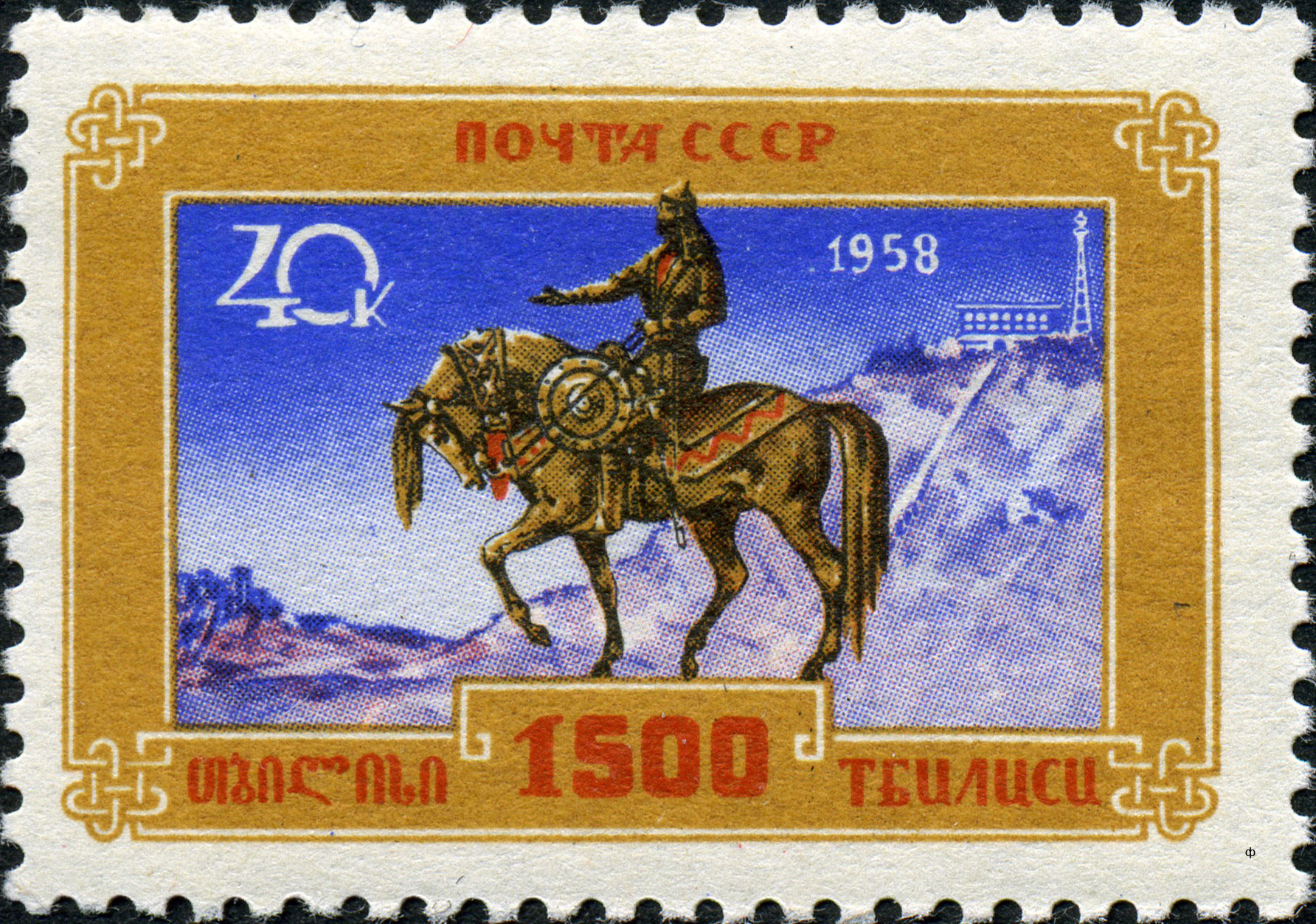
Почтовая марка СССР, 1958 год. 1500 лет Тбилиси

### Музеи
- Государственный музей Грузии
- Государственный музей грузинской литературы имени Георгия Леонидзе
- Дом-музей Наримана Нариманова
- Дом-музей Николоза Бараташвили
- Государственный музей искусств Грузии
- Тбилисский этнографический музей
- Музей истории Тбилиси

### Культурные события
|                                                   |  |                                                       |  |
| Посвящённая первой Всемирной молодёжной Дельфиаде |  | Посвящённая второму Всемирному Дельфийскому конгрессу |  |

В Тбилиси с 25 по 30 апреля 1997 года проводились первые в истории молодёжные Международные Дельфийские игры, называвшиеся также первой Всемирной молодёжной Дельфиадой (англ. First World Junior Delphics).
Параллельно с этим событием в столице Грузии проходил второй Всемирный Дельфийский конгресс (англ. Second World Delphic Congress) при активной поддержке Генерального секретаря Совета Европы Даниела Таршиса, президента страны Эдуарда Шеварднадзе и парламента Грузии.
Дельфийскому конгрессу был предоставлен патронат ЮНЕСКО по решению генерального директора Федерико Майора Сарагосы и для участия в нём был командирован представитель ЮНЕСКО.
Под руководством МДС, при содействии столичных органов власти Дельфиаду и Конгресс проводил Национальный Дельфийский совет Грузии, возглавляемый заместителем министра культуры Грузии, народным художником Георгием Гуния и проректором Тбилисской консерватории Русудан Цурцумия. На открытии и закрытии конгресса выступал генеральный секретарь МДС Кристиан Кирш.
Всемирная молодёжная Дельфиада в Тбилиси собрала 1700 участников в возрасте от 11 до 25 лет из 16 стран мира: Австрия, Азербайджан, Армения, Беларусь, Бенин, Венгрия, Германия, Грузия, Испания, Китай, Нигерия, Россия, США, Украина, Филиппины, Япония.
Сцены и залы консерватории, филармонии, театров, дворцов, культурных центров были предоставлены для выступлений и презентаций. На торжественном открытии Дельфиады прозвучал гимн «Сказочный день» — музыка Иосеба Кечахмадзе, стихи Гиви Чичинадзе. Обширные выставки экспонировались в музее «Карвасла», в Детской картинной галерее, в фойе Тбилисской филармонии.

### Архитектура, строения и достопримечательности

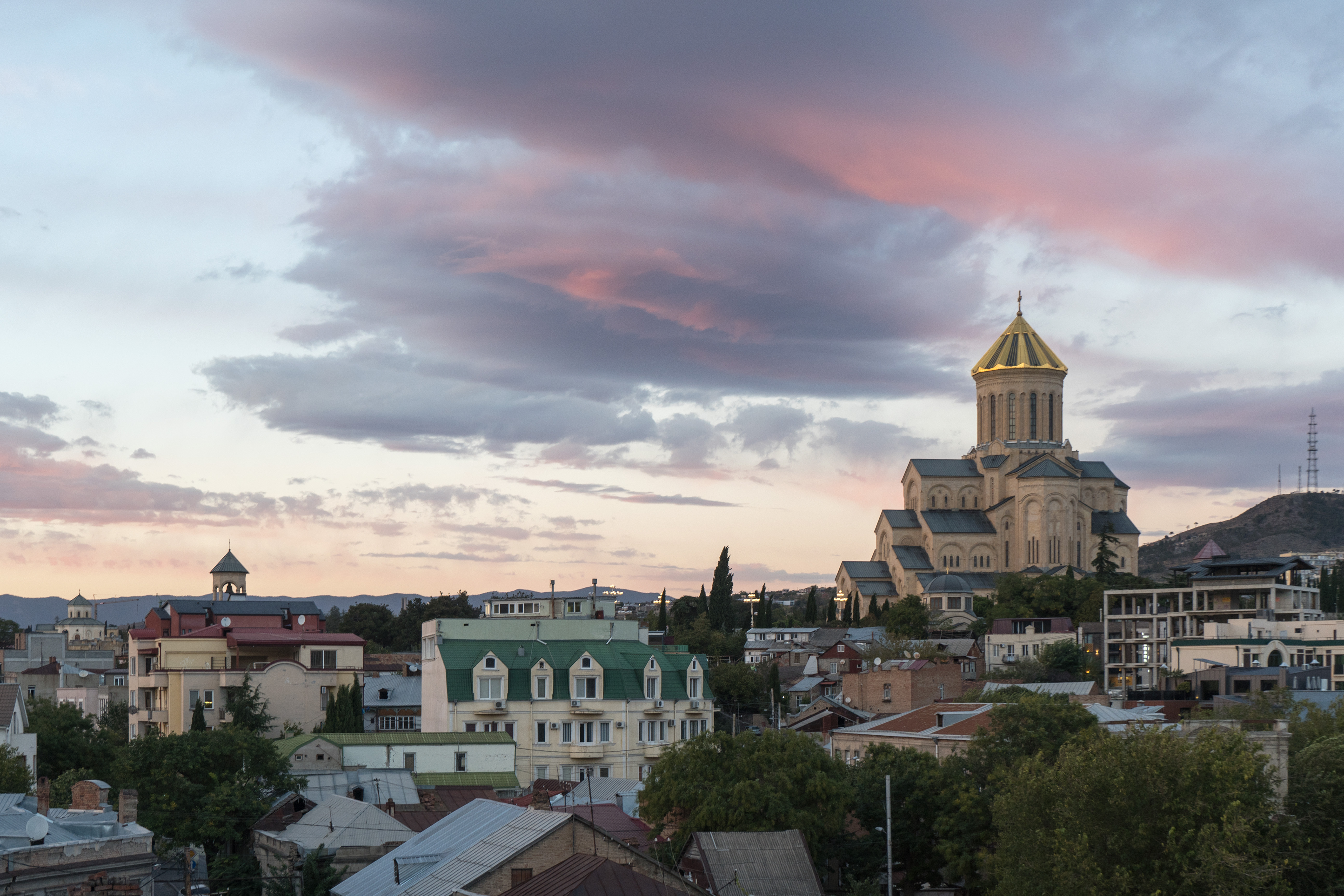
Вид на кафедральный собор Святой Троицы

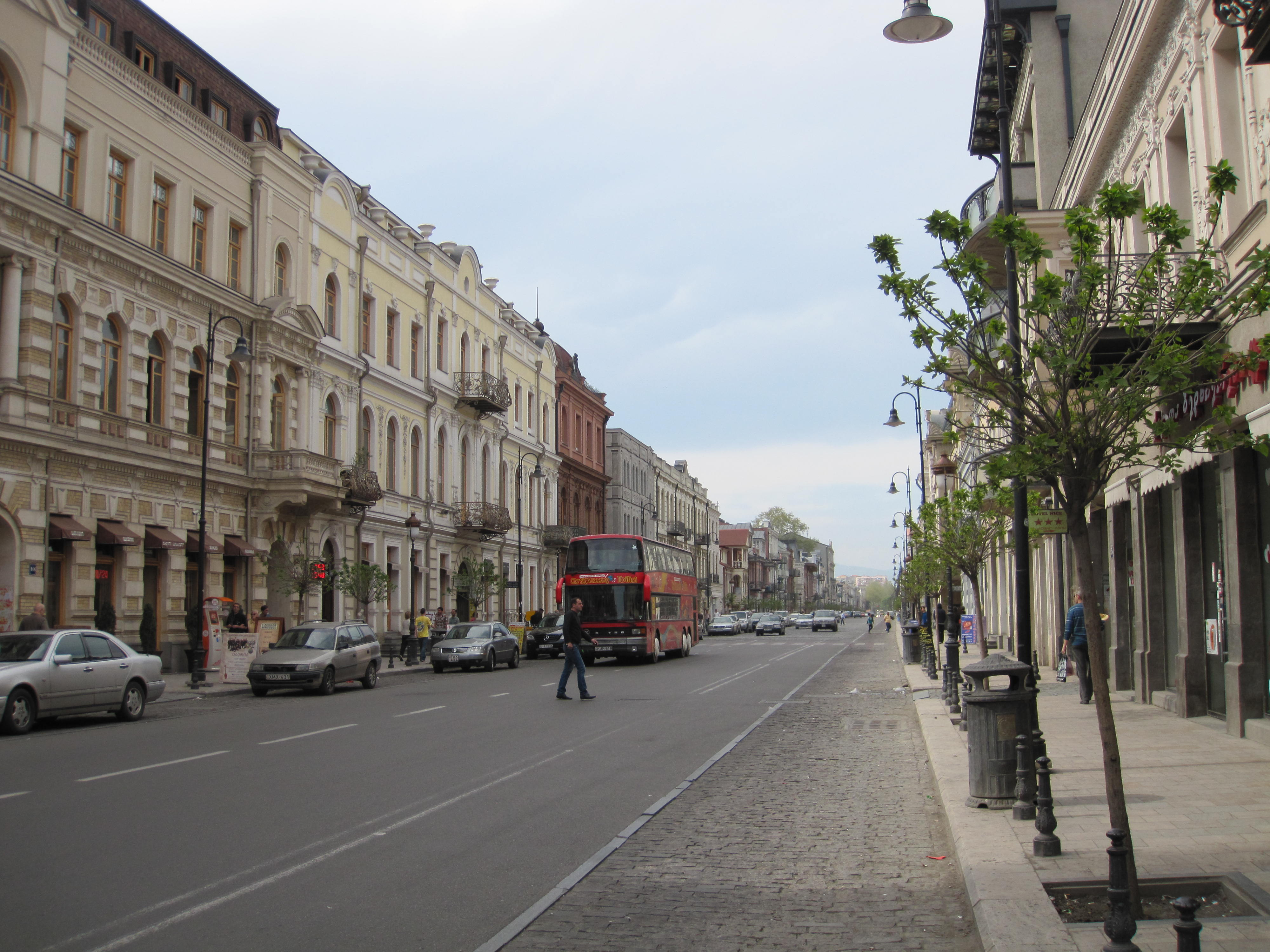
Проспект Агмашенебели

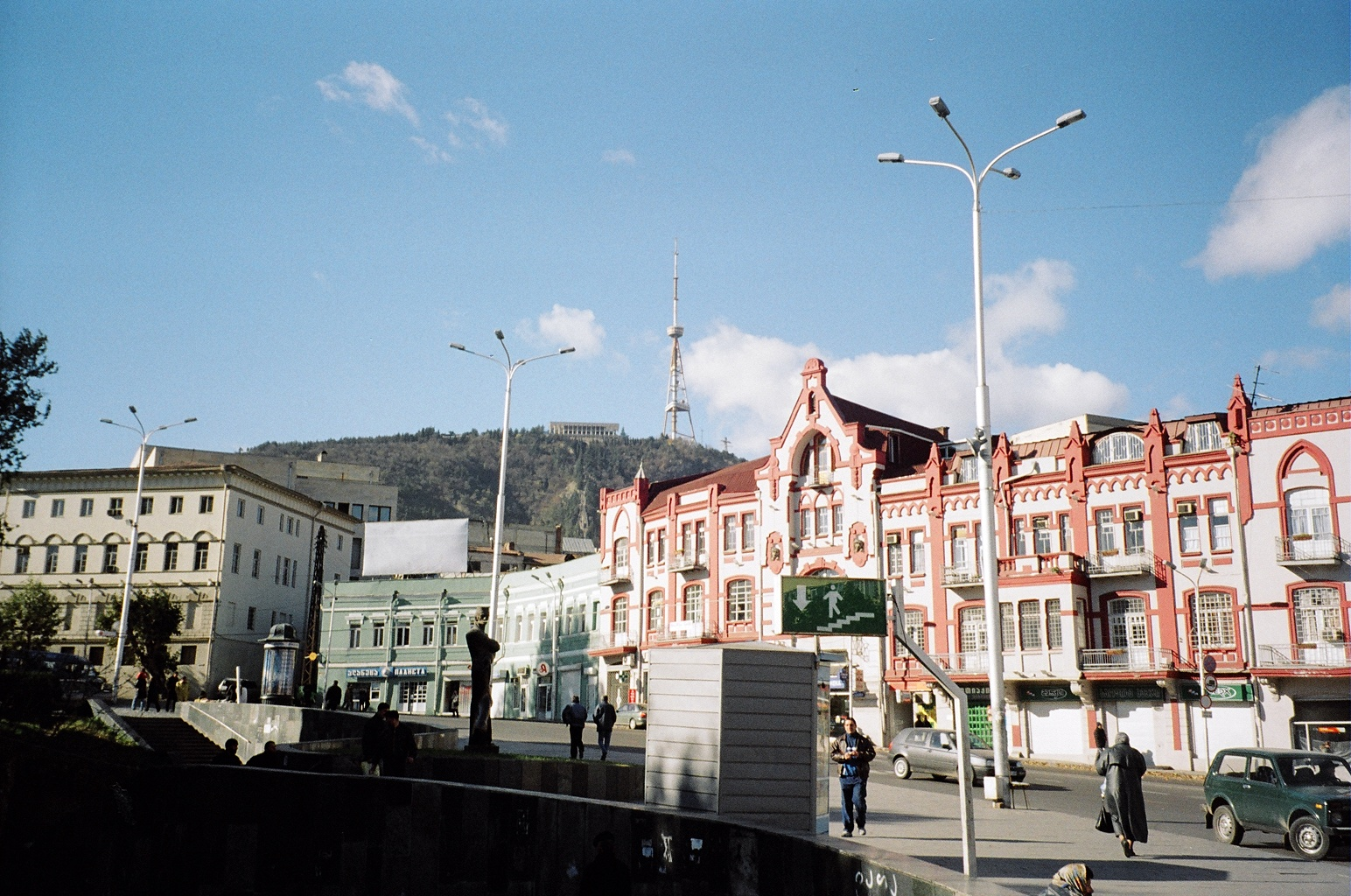
Улица Бараташвили

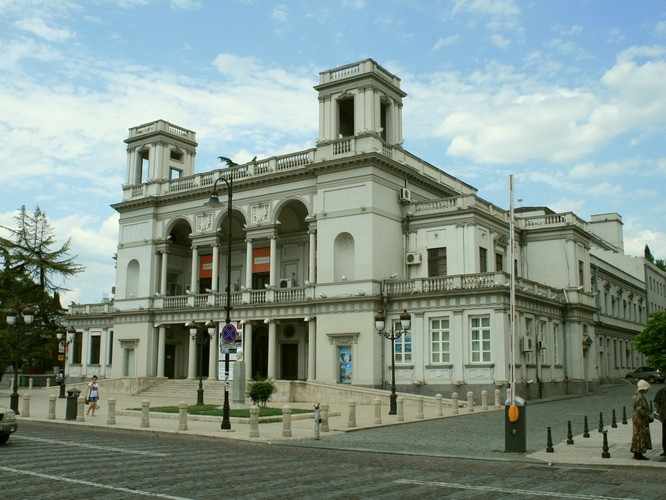
Дворец культуры железнодорожников

В Тбилиси расположен международный аэропорт. Наиболее известные туристические объекты города:
- кафедральный собор Святой Троицы,
- площадь Свободы,
- кафедральный собор Сиони,
- Метехи,
- Нарикала,
- старое здание парламента Грузии,
- проспект Руставели,
- Тбилисская опера,
- Анчисхати,
- Мтацминда (Святая Гора),
- церковь Кашвети,
- Мост Мира,
- Парк Рике на левом берегу Куры.

В Грузии находится один из самых знаменитых ансамблей грузинской хореографии «Сухишвили-Рамишвили».
- Анчисхати — древнейшее из сохранившихся сооружений; православный храм, создание которого относят к VI веку.
- Сиони (სიონი), или Сионский собор — назван в честь Сионской горы; освящён во имя Успения Пресвятой Богородицы. Стоит на берегу реки Куры в историческом центре города. До строительства собора Цминда Самеба (2004) здесь находилась кафедра грузинского католикоса-патриарха.
- Кафедральный собор Самеба (храм Святой Троицы) с комплексом иных церковных и административных зданий — резиденция предстоятеля Грузинской православной церкви.
- Нарикала (ნარიყალა) — крепостной комплекс различных эпох в Старом Тбилиси. Точное время основания крепости неизвестно, но в VII веке она уже существовала и называлась Шурис-Цихе.
- Сквер имени Гейдара Алиева.
- Детская железная дорога в парке «Муштаиди» (1935 год).
- Площадь Свободы со статуей Георгия Победоносца, построенной Зурабом Церетели.
- Тбилисская телевышка (1972 год) на горе Мтацминда.
- Тбилисский ботанический сад с четырёхсотлетней историей, пантеоном выдающихся азербайджанцев и водопадом находится у подножья древней крепости Нарикала.
- Памятники позднесоветской архитектуры — Здание Министерства автомобильных дорог Грузинской ССР (Тбилиси), Дворец торжественных обрядов.
- Памятник Грузия-мать[68]
- Памятник Шота Руставели[68]
- Памятник Царю Вахтангу Горгасали[68]
- Памятник Царю Давиду Строителю[68]
- Памятник Акакию Церетели и Илье Чавчавадзе[68]
- Памятник Софико Чиаурели: в центре композиции её бюст, по четырём сторонам самые великие её роли[68]
- Памятник гранатовому дереву (памятник армянскому поэту Саят-Нова) (фильм Серго Параджанова)[68]
- Памятник народному танцу Берикаоба
- Памятник режиссёру Параджанову
- Памятник Тамаде
- памятник поэту Иетиму Гурджи (Ефиму грузину)[68]
- Памятник архитектору Шота Кавлашвили[68]
- Памятник поэту Галактиону (Табидзе)[68]
- Памятник грузинскому «Давиду»[68]
- Памятник А. С. Пушкину[68]
- Памятник поэту Николозу Бараташвили (грузинскому Лермонтову)[68]
- Памятник писателю, поэту, художнику Тарасу Шевченко[68]
- Памятник президенту Азербайджана Гейдару Алиеву[68]
- Памятник Неизвестному солдату с Вечным огнём[68]
- Монумент Победы во Второй мировой войне[68]
- Памятник «Мимино» (скульптор Зураб Церетели, 2011)[69].
- Памятник генерал-полковнику Константину Николаевичу Леселидзе. Мраморный бюст генерала Леселидзе работы скульптора Я. И. Николадзе установлен в городе Тбилиси в сквере по улице Леселидзе. В 1990 году бюст был повреждён толпой бесчинствующих вандалов.
- Памятник великому казахскому поэту и просветителю Абаю Кунанбаеву[70].

### Туризм
В Тбилиси находится большое количество архитектурных памятников — в основном XVII—XIX веков. Основными туристическими зонами являются центральные кварталы Абанотубани, Авлабар, Старый Город и проспект Руставели.
В сфере архитектуры особенно примечательны собор Святой Троицы, крепость Нарикала на берегу реки Куры и храм Метехи. В VI веке был построен самый древний собор в Тбилиси — Анчисхати, а в XVI веке — церковь Джварисмама. Ещё один собор — Земо Бетлеми (Рождества) — возведён в XVIII веке, как и несколько других зданий в историческом центре.
С 2012 года в Тбилиси реализовывается проект «Tbilisi Loves You» — муниципальная беспроводная сеть, которая будет охватывать всю столицу. Сейчас она доступна во всех центральных районах города.

### Улицы
В целях увековечения памяти выдающегося командира Красной Армии генерал-полковника К. Н. Леселидзе, Совет Народных Комиссаров Грузинской ССР 25 февраля 1944 г. постановил переименовать ул. Промкооперации в гор. Тбилиси в улицу имени Леселидзе.
Сакребуло Тбилиси — представительный орган в городском правительстве Тбилиси 29 декабря 2006 года — постановил в соответствии с указанием президента Грузии Михаила Саакашвили улице Константина Леселидзе в Тбилиси присвоить имя Котэ Абхази.

### Сады и парки
Тбилиси довольно зелёный город — в нём, даже в старой части, много парков, скверов и садов. Старейшим является Александровский (ныне — 9 апреля) парк, крупнейшим — Ваке парк.

## Города-партнёры
- Баку[73] (азерб. Bakı), Азербайджан (1993)

## Города-побратимы

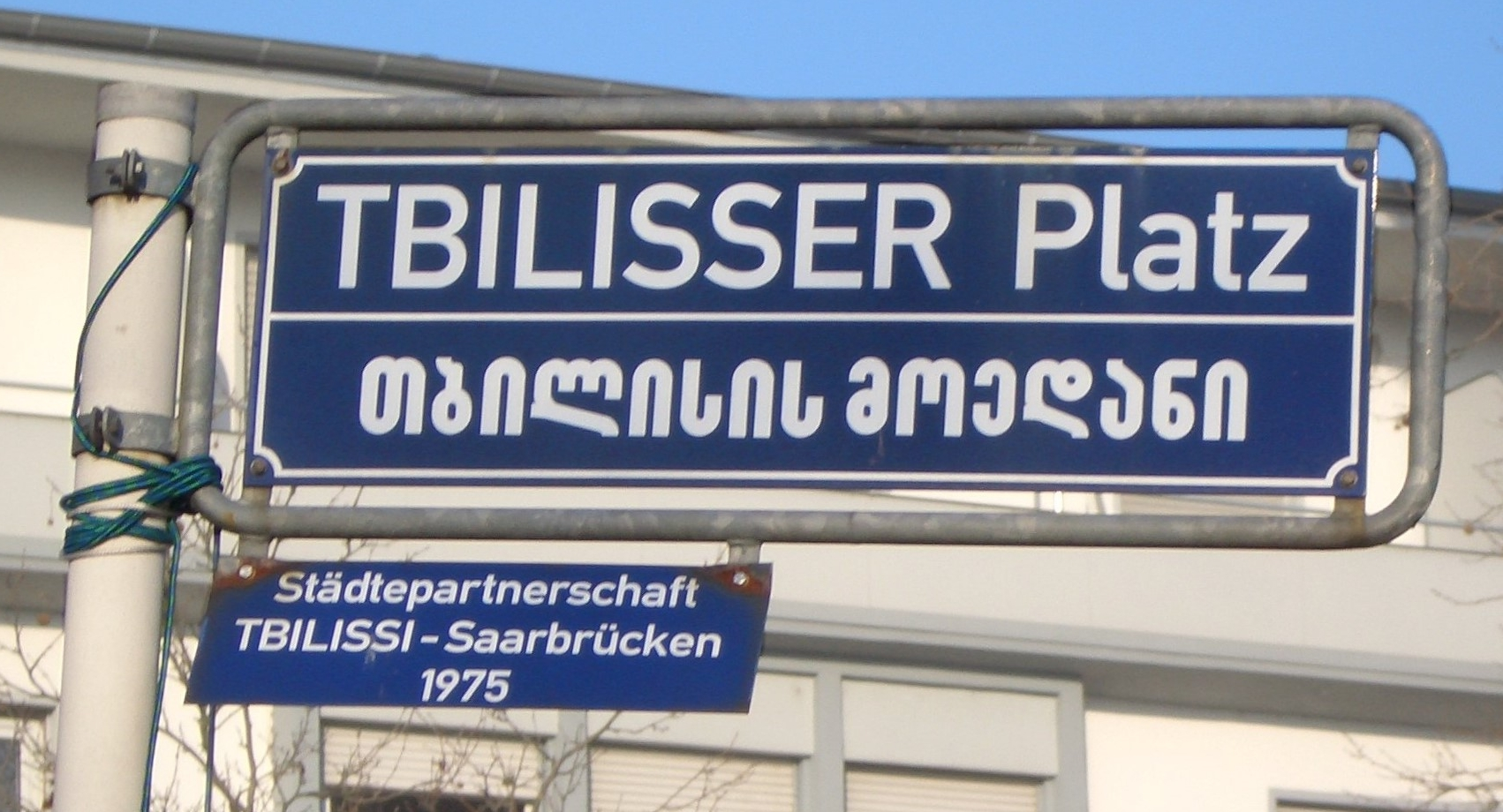
Дорожный указатель, напоминающий о дружбе городов (Саарбрюккен, Германия)

Города-побратимы Тбилиси:
- Саарбрюккен (нем. Saarbrücken), Германия (1975)[74]
- Ереван (арм. Երևան), Армения
- Любляна (словен. Ljubljana), Словения (1975)[74]
- Нант (фр. Nantes), Франция (1979)[74]
- Инсбрук (нем. Innsbruck), Австрия (1982)[74]
- Атланта (англ. Atlanta), США (1987)[74]
- Палермо (итал. Palermo), Италия (1987)[74]
- Бристоль (англ. Bristol), Великобритания (1988)[74]
- Бильбао (исп. Bilbao, баск. Bilbo), Испания (1989)[74]
- Киев (укр. Київ), Украина (1999)[74]
- Томск, Россия (2002)[75]
- Астана (каз. Астана), Казахстан (2005)[74]
- Вильнюс (лит. Vilnius), Литва (2009)[74]
- Варшава (пол. Warszawa), Польша (2010)[74]
- Кишинёв (рум. Chişinău), Молдавия (2011)[76]
- Грозный (чечен. Соьлжа-ГӀала), Россия
- Доха (араб. الدوحة‎), Катар (2012)[77]
- Минск, Беларусь (2015)[78]
- Баку (азерб. Bakı), Азербайджан (2021)[79]

### Комментарии
1. ↑  в муниципалитете (горсовете) Тбилиси
2. ↑  Согласно ЭСБЕ — «татары», переписи населения 1897 года Архивная копия от 6 октября 2021 на Wayback Machine — «татары», язык указан как «татарский». В Кавказском календаре Архивная копия от 19 апреля 2021 на Wayback Machine указаны как «татары». В переписи населения 1926 года Архивная копия от 17 ноября 2017 на Wayback Machine указаны как «тюрки». Согласно нынешней терминологии и в тексте статьи — азербайджанцы.